# Tre Giorni delle Fiandre Occidentali 2010
La Tre Giorni delle Fiandre Occidentali 2010, undicesima edizione della corsa, valevole come prova del circuito UCI Europe Tour 2010 categoria 2.1, si svolse in tre tappe dal 5 al 7 marzo 2010 per un percorso di 554,6 km, con partenza da Courtrai e arrivo ad Ichtegem. Fu vinta dal belga Jens Keukeleire della squadra Cofidis, che si impose in 12h 56' 39" alla media di 42,84 km/h.
Al traguardo di Ichtegem furono 77 i ciclisti che completarono la competizione.

## Tappe
| Tappa  | Data    | Percorso               | km    | Vincitore di tappa | Leader cl. generale |
| ------ | ------- | ---------------------- | ----- | ------------------ | ------------------- |
| 1ª     | 5 marzo | Courtrai > Bellegem    | 183,5 | Jens Keukeleire    | Jens Keukeleire     |
| 2ª     | 6 marzo | Torhout > Handzame     | 176,6 | Robert Wagner      | Jens Keukeleire     |
| 3ª     | 7 marzo | Middelkerke > Ichtegem | 194,5 | Kris Boeckmans     | Jens Keukeleire     |
| Totale | Totale  | Totale                 | 377,4 |                    |                     |

## Squadre e corridori partecipanti
| N.      | Cod. | Squadra                      |
| ------- | ---- | ---------------------------- |
| 1-8     | VAC  | Vacansoleil Pro Cycling Team |
| 11-18   | OLO  | Omega Pharma-Lotto           |
| 21-28   | SAX  | Team Saxo Bank               |
| 31-38   | MRM  | Team Milram                  |
| 41-48   | RSH  | Team RadioShack              |
| 51-58   | A2R  | AG2R La Mondiale             |
| 61-68   | COF  | Cofidis, le Crédit en Ligne  |
| 71-78   | BBO  | Bbox Bouygues Telecom        |
| 81-88   | SAU  | Saur-Sojasun                 |
| 91-98   | BMC  | BMC Racing Team              |
| 101-108 | LAN  | Landbouwkrediet              |

| N.      | Cod. | Squadra                      |
| ------- | ---- | ---------------------------- |
| 111-118 | TSV  | Topsport Vlaanderen-Mercator |
| 121-128 | SKS  | Skil-Shimano                 |
| 131-138 | SKT  | An Post-Sean Kelly Team      |
| 141-148 | PCO  | Palmans-Cras                 |
| 151-158 | QCT  | Qin Cycling Team             |
| 161-168 | WIL  | Verandas Willems             |
| 171-178 | ISE  | ISD Continental Team         |
| 181-188 | TIK  | Itera-Katusha                |
| 191-198 | RB3  | Rabobank Continental Team    |
| 201-208 | VVE  | Van Vliet-EBH Elshof         |

## Dettagli delle tappe

### 1ª tappa
- 5 marzo: Courtrai > Bellegem – 183,5 km

Risultati
| Pos. | Corridore       | Squadra      | Tempo    |
| ---- | --------------- | ------------ | -------- |
| 1    | Jens Keukeleire | Cofidis      | 4h32'00" |
| 2    | Rony Martias    | Saur-Sojasun | s.t.     |
| 3    | Paul Voss       | Team Milram  | s.t.     |

| Pos. | Corridore         | Squadra      | Tempo    |
| ---- | ----------------- | ------------ | -------- |
| 1    | Jens Keukeleire   | Cofidis      | 4h31'50" |
| 2    | Mitchell Docker   | Skil-Shimano | a 2"     |
| 3    | Stéphane Poulhiès | Saur-Sojasun | a 3"     |

### 2ª tappa
- 6 marzo: Torhout > Handzame – 176,6 km

Risultati
| Pos. | Corridore       | Squadra      | Tempo    |
| ---- | --------------- | ------------ | -------- |
| 1    | Robert Wagner   | Skil-Shimano | 4h03'21" |
| 2    | Bobbie Traksel  | Vacansoleil  | s.t.     |
| 3    | Jens Keukeleire | Cofidis      | s.t.     |

| Pos. | Corridore       | Squadra      | Tempo    |
| ---- | --------------- | ------------ | -------- |
| 1    | Jens Keukeleire | Cofidis      | 8h35'07" |
| 2    | Robert Wagner   | HTC-Highroad | a 4"     |
| 3    | Bobbie Traksel  | Vacansoleil  | a 5"     |

### 3ª tappa
- 7 marzo: Middelkerke > Ichtegem – 194,5 km

Risultati
| Pos. | Corridore       | Squadra       | Tempo    |
| ---- | --------------- | ------------- | -------- |
| 1    | Kris Boeckmans  | Topsport Vl.  | 4h21'36" |
| 2    | Yohann Gène     | Bouygues Tel. | s.t.     |
| 3    | Jens Keukeleire | Cofidis       | s.t.     |

| Pos. | Corridore       | Squadra      | Tempo     |
| ---- | --------------- | ------------ | --------- |
| 1    | Jens Keukeleire | Cofidis      | 12h56'39" |
| 2    | Kris Boeckmans  | Topsport Vl. | a 3"      |
| 3    | Bobbie Traksel  | Vacansoleil  | a 7"      |

## Evoluzione delle classifiche
| Tappa              | Vincitore          | Classifica generale | Classifica a punti | Classifica sprint | Classifica giovani | Classifica a squadre |
| ------------------ | ------------------ | ------------------- | ------------------ | ----------------- | ------------------ | -------------------- |
| 1ª                 | Jens Keukeleire    | Jens Keukeleire     | Jens Keukeleire    | Mitchell Docker   | Jens Keukeleire    | Team Milram          |
| 2ª                 | Robert Wagner      | Jens Keukeleire     | Jens Keukeleire    | Mitchell Docker   | Jens Keukeleire    | Skil-Shimano         |
| 3ª                 | Kris Boeckmans     | Jens Keukeleire     | Jens Keukeleire    | Mitchell Docker   | Jens Keukeleire    | Skil-Shimano         |
| Classifiche finali | Classifiche finali | Jens Keukeleire     | Jens Keukeleire    | Mitchell Docker   | Jens Keukeleire    | Skil-Shimano         |

## Classifiche finali

### Classifica generale
| Pos. | Corridore         | Squadra      | Tempo     |
| ---- | ----------------- | ------------ | --------- |
| 1    | Jens Keukeleire   | Cofidis      | 12h56'39" |
| 2    | Kris Boeckmans    | Topsport Vl. | a 3"      |
| 3    | Bobbie Traksel    | Vacansoleil  | a 7"      |
| 4    | Robert Wagner     | Skil-Shimano | a 8"      |
| 5    | Mitchell Docker   | Skil-Shimano | a 10"     |
| 6    | Paul Voss         | Team Milram  | a 11"     |
| 7    | Rony Martias      | Saur-Sojasun | s.t.      |
| 8    | Stéphane Poulhies | Saur-Sojasun | s.t.      |
| 9    | Nicki Sørensen    | Saxo Bank    | a 13"     |
| 10   | Fumiyuki Beppu    | RadioShack   | a 15"     |

### Classifica a punti
| Pos. | Corridore       | Squadra      | Punti |
| ---- | --------------- | ------------ | ----- |
| 1    | Jens Keukeleire | Cofidis      | 35    |
| 2    | Robert Wagner   | Skil-Shimano | 28    |
| 3    | Kris Boeckmans  | Topsport Vl. | 25    |
| 4    | Paul Voss       | Team Milram  | 18    |
| 5    | Bobbie Traksel  | Vacansoleil  | 17    |

### Classifica sprint
| Pos. | Corridore         | Squadra      | Punti |
| ---- | ----------------- | ------------ | ----- |
| 1    | Mitchell Docker   | Skil-Shimano | 7     |
| 2    | Stéphane Poulhies | Saur-Sojasun | 5     |
| 3    | Kris Boeckmans    | Topsport Vl. | 5     |
| 4    | Bobbie Traksel    | Vacansoleil  | 5     |
| 5    | Nicki Sørensen    | Saxo Bank    | 5     |

### Classifica giovani
| Pos. | Corridore         | Squadra      | Punti     |
| ---- | ----------------- | ------------ | --------- |
| 1    | Jens Keukeleire   | Cofidis      | 12h56'39" |
| 2    | Kris Boeckmans    | Topsport Vl. | a 3"      |
| 3    | Mitchell Docker   | Skil-Shimano | a 10"     |
| 4    | Paul Voss         | Team Milram  | a 11"     |
| 5    | Stéphane Poulhies | Saur-Sojasun | s.t.      |

### Classifica a squadre
| Pos. | Squadra                          | Tempo     |
| ---- | -------------------------------- | --------- |
| 1    | Skil-Shimano                     | 38h50'51" |
| 2    | Topsport Vlaanderen-Mercator     |           |
| 3    | Rabobank Continental Team        |           |
| 4    | Vacansoleil-DCM Pro Cycling Team |           |
| 5    | Cofidis                          |           |